# Cygnus OB2 12
Cygnus OB2 12 es una de las estrellas más luminosas conocidas. Esta hipergigante azul situada en la constelación del Cisne pertenece a la asociación estelar Cygnus OB2 tiene una magnitud absoluta visual y una magnitud bolométrica estimadas inicialmente en -10,6 y -12,2, lo cual equivale a una luminosidad de 6 millones de veces la del Sol (estimaciones más recientes dan para ella una luminosidad menor, una magnitud absoluta de -9,85 y una luminosidad aproximadamente 1,9 millones de veces la del Sol) y tiene una masa de 110 masas solares. Se halla a una distancia de 1700 parsecs.
El estudio de esta estrella es difícil por la fuerte pérdida de brillo que sufre debido al material expulsado en varias erupciones -que justifica sea considerada por algunos autores como una estrella variable azul luminosa- y a la presencia de polvo interestelar entre ella y nosotros, que la hace brillar con una magnitud aparente de apenas 11,4 (requiriendo el uso de un telescopio para su localización); de no existir tal pérdida de brillo, sería la más brillante de su constelación, superando a la propia Deneb.